# ЦСК ВВС в сезоне 2003
В сезоне 2003 года «ЦСК ВВС» (Самара) стал бронзовым призёром России (11 титул в Чемпионате России и последний на текущий период).
К титулу команду привел тренерский дуэт: Александра Соловьёва и Виталия Шашкова.

## Достижения
- В список «33 лучшие футболистки по итогам сезона 2003 г.» включены 5 футболистов[3] «ЦСК ВВС»: Елена Денщик (левый защитник, № 2), Галина Комарова (правый полузащитник, № 3), Татьяна Егорова (центральный полузащитник, № 1), Елена Фомина (центральный полузащитник (под нападающими), № 2) и Мария Дьячкова (левый нападающий, № 3).
- В этом Чемпионате одержана самая крупная победа в высшей лиге со счетом 16:0 (матч «ЦСК ВВС» — «Анненки» (Калуга), 25 июня 2003). В матче было забито ровно половину всех (32) забитых мячей в чемпионате.
- Ольга Пешина (15 сентября 1987) самый молодой (15 лет, 8 месяцев, 27 дней) игрок «ЦСК ВВС» выходившая на поле в высшей лиге (матч 11.06.2003 с «Чертаново» (Москва)[4] и самый молодой (15 лет, 9 месяцев, 11 дней) игрок «ЦСК ВВС» забившая гол в высшей лиге (матч 26.06.2003 с «Анненки» (Калуга).

## Изменения в составе
По сравнению с 2002 годом в составе клуба произошли следующие изменения:
- ПРИШЛИ:
  - из клуба «Лада» (Тольятти): Ольга Васильева, Светлана Седакова и Елена Фомина;
  - Ольга Пешина пришла из «ДЮСШ» (Самара)
- УШЛИ:
  - Ольга Уварова — полузащитница, в 2000—2002 гг. провела за «ЦСК ВВС» 23 матча в ЧР;
  - Мария Пигалева в аренду в клуб «Надежда» (Ногинск)[5].

## Официальные матчи
| 20 апреля 2003 1 тур ЧР | ЦСК ВВС | 0:0   | Лада | Самара                                                             |
| 16:00 МСК |         | отчет |      | Стадион: Динамо Зрителей: 2 500 Судья: Авдонченко Наталия (Москва) |
| ЦСК ВВС: Петько, Исаева ( 10' Джарболова), Примак, Григорьева ( 75' Кононова), Дьячкова, Денщик, Комарова ( 83' Л.Васильева), О.Васильева ( 46' Кремлева), Петряева ( 21' Малыгина), Фомина, Седакова · Лада: Волкова, Коломиец ( 82'), Шевцова, Черная ( 52'), Порядина, Гелбахиани ( 16'), Рабах ( 75' Маслова), Миронова ( 86') ( 90' Михайлова), Костраба ( 46' Лисачева, 78' Макарова), Верезубова , Барбашина |         |       |      |                                                                    |

| 29 апреля 2003 2 тур ЧР | ЦСК ВВС | 0:1   | Рязань-ТНК | Самара                                                              |
| 16:00 МСК |         | отчет | Летюшова   | Стадион: Динамо Зрителей: 1 500 Судья: Ульяновская Надежда (Калуга) |
| ЦСК ВВС: Петько ( 67' Тодуа), О.Васильева, Григорьева ( 67' Горячева), Примак, Дьячкова, Седакова, Денщик, Комарова, Кремлева ( 46' Кононова), Фомина, Малыгина · Рязань-ТНК: Репейкина, Санина ( 85' Подхолзина), Жихарева, Сазонова, Сергаева, Летюшова , Старостина ( 86'), Юшкевич, Мишанская ( 65' Игнатьева), Пустовойтова, Геворкян |         |       |            |                                                                     |

| 2 мая 2003 3 тур ЧР | ЦСК ВВС | 0:0   | Надежда | Самара                                                         |
| 16:00 МСК |         | отчет |         | Стадион: Динамо Зрителей: 1 500 Судья: Гинзбург Павел (Москва) |
| ЦСК ВВС: Тодуа, Примак, Джарболова, Дьячкова ( 67' Кремлева), Денщик, Комарова ( 46' Кононова), О.Васильева, Малыгина, Горячева ( 67' И.Григорьева), Фомина , Седакова · Надежда: Макаренкова, Баркова, Перцева, Шемякина, Титова ( 89' Талащенко), Астапенко, Астафьева, Буракова, Давыдович ( 56' Козлова), Моторина ( 74' Оргина ( 81')), Слонова ( 17') ( 30' Петрова, 76' Ю.Григорьева) |         |       |         |                                                                |

| 29 мая 2003 4 тур ЧР | ЦСК ВВС | 1:0   | Энергетик-КМВ | Самара                                                            |
| 16:00 МСК | Фомина  | отчет |               | Стадион: Динамо Зрителей: 500 Судья: Ульяновская Надежда (Калуга) |
| ЦСК ВВС: Тодуа, Исаева, Джарболова, Кононова ( 69' Примак), Дьячкова ( 71' Кремлева), Денщик, Комарова ( 71' Григорьева), О.Васильева ( 69' Брылева), Малыгина, Фомина , Седакова · Энергетик-КМВ: Шульга, Грибова, Гедройц, Цыкина ( 28' Асташева), Громолюк ( 68' Губина), Костюкова ( 73' Ненашкина), Казеева ( 83' Михайлова), Минкина ( 68' Савченкова), Ткаченко, Савина , Кузнецова |         |       |               |                                                                   |

| 1 июня 2003 5 тур ЧР | ЦСК ВВС              | 3:1   | Энергия | Самара                                                              |
| 17:00 МСК | Фомина —2 · Кононова | отчет |         | Стадион: Динамо Зрителей: 1 000 Судья: Сухина Станислав (Малаховка) |
| ЦСК ВВС: Тодуа, Исаева, Джарболова ( 62' Григорьева), Кононова, Дьячкова, Денщик, Комарова ( 89' Брылева), О.Васильева ( 17'), Малыгина ( 53'), Фомина , Седакова ( 82' Кремлева) · Энергия: Свинухова, Светлицкая, Зайцева ( 82' Шмачкова), Струкова , Федченко, Ламтюгина ( 46' Морозова), Саенко ( 78'), Степаненко, Карасева ( 46' Емельянова ( 73')), Скотникова ( 51' Данилова), Дыгай |                      |       |         |                                                                     |

| 8 июня 2003 ¼ финала КР | Чертаново | 0:3   | ЦСК ВВС                | Москва         |
| 18:00 МСК               |           | отчет | —2 Кремлева · Дьячкова | Стадион: Салют |

| 11 июня 2003 6 тур ЧР | Чертаново | 0:2   | ЦСК ВВС           | Москва                                                           |
| 18:00 МСК |           | отчет | Исаева · Седакова | Стадион: Салют Зрителей: 200 Судья: Ульяновская Надежда (Калуга) |
| Чертаново: Ефремцева, Сотникова , Семенченко, Кочеткова, Сочнева ( 89' Голованова), Ванечкина ( 52' Плешакова), Макаренко ( 29' Светлова) ( 73' Батаева), Цыбутович ( 82' Эльмукова), Зинченко ( 42' Фисенко), Курочкина, Попова · ЦСК ВВС: Петько ( 46' Тодуа), Исаева, Примак ( 71' Л.Васильева), Кононова, Дьячкова ( 62' Кремлева), Денщик ( 71' Джарболова), Комарова, О.Васильева ( 62' Брылева), Малыгина, Фомина , Седакова ( 62' Григорьева) |           |       |                   |                                                                  |

| 14 июня 2003 7 тур ЧР | Анненки | 0:3   | ЦСК ВВС              | Калуга                                                                      |
| 18:00 МСК |         | отчет | —2 Кононова · Примак | Стадион: Арена Анненки Зрителей: 100 Судья: Акулова Оксана (Ростов-на-Дону) |
| Анненки: Тришина, Никольская ( 72' Щегалёва), Мишнева ( 73'), Добросотская, Шишкова, Тихонова , Добычина, Ядзевич, Самыгина ( 89' Гуляева), Утина ( 50' Мухина), Титкова · ЦСК ВВС: Петько, Исаева ( 62' Л.Васильева), Примак, Кононова, Дьячкова ( 46' Кремлева), Денщик, Комарова, О.Васильева ( 46' Брылева), Малыгина, Фомина ( 78' Джарболова), Седакова ( 62' Григорьева) |         |       |                      |                                                                             |

| 18 июня 2003 ¼ финала КР | ЦСК ВВС                                                      | 9:0   | Чертаново | Самара          |
| 18:00 МСК                | Кремлева —4 · Григорьева —2 · Комарова · Исаева · Голованова | отчет |           | Стадион: Динамо |

| 21 июня 2003 8 тур ЧР | ЦСК ВВС                | 3:1   | Чертаново | Самара                                                               |
| 18:00 МСК | Кононова —2 · Дьячкова | отчет | Батаева   | Стадион: Динамо Зрителей: 600 Судья: Акулова Оксана (Ростов-на-Дону) |
| ЦСК ВВС: Тодуа ( 46' Петько), Исаева, Григорьева ( 46' Кремлева), Кононова ( 75' Пешина), Дьячкова , Денщик, Комарова ( 64' Примак), О.Васильева ( 46' Брылева), Малыгина ( 78'), Фомина , Седакова · Чертаново: Ефремцева, Кочеткова ( 51'), Семенченко, Сотникова , Ванечкина ( 34' Плешакова, 46' Прапорщикова), Макаренко ( 85' Светлова), Цыбутович, Батаева, Фисенко ( 68' Голованова), Попова ( 90' Зинченко), Курочкина ( 34' Сочнева) |                        |       |           |                                                                      |

| 25 июня 2003 9 тур ЧР | ЦСК ВВС                                                                             | 16:0  | Анненки | Самара                                                      |
| 18:00 МСК | Кононова —5 · Кремлева —3 · Григорьева—3 · Пешина —2 · Горячева · Дьячкова · Фомина | отчет |         | Стадион: Динамо Зрителей: 500 Судья: Павлова Ирина (Москва) |
| ЦСК ВВС: Петько ( 46' Тодуа), Исаева ( 62' Примак), Григорьева, Кононова, Дьячкова, Денщик, Фомина ( 70' Пешина), Кремлева ( 70' Горячева), О.Васильева ( 46' Брылева), Малыгина, Седакова ( 62' Л.Васильева) · Анненки: Рудите, С.Никольская, Мишнева ( 31' Щегалёва), Астахова ( 46' Утина), Мухина, Добросотская, Шишкова, Тихонова , Добычина, И.Никольская ( 75' Ульянова), Титкова |                                                                                     |       |         |                                                             |

| 29 июня 2003 ½ финала КР | ЦСК ВВС       | 1:0   | Энергия | Самара                                                              |
| 18:00 МСК | Григорьева 9′ | отчет |         | Стадион: Динамо Зрителей: 1 000 Судья: Ульяновская Надежда (Калуга) |
| ЦСК ВВС: Петько, Исаева, Григорьева ( 67' Примак ( 85')), Кононова, Дьячкова, Кремлева, ( 46' Комарова, Васильева ( 46' Брылева), Малыгина, Фомина , Седакова · Энергия: Свинухова, Струкова , Федченко, Саенко, Дыгай, Ситникова, Морозова ( 49' Данилова), Шмачкова ( 58' Цуркан), Скотникова, Емельянова, Ламтюгина ( 65' Зинченко) |               |       |         |                                                                     |

| 3 июля 2003 ½ финала КР | Энергия                    | 2:0 (д.в.) | ЦСК ВВС | Воронеж                                                                                    |
| 18:00 МСК | Саенко 22′ · Данилова 103′ | отчет      |         | Стадион: Центральный стадион профсоюзов Зрителей: 1 000 Судья: Авдонченко Наталья (Москва) |
| Энергия: Свинухова, Ситникова, Струкова , Саенко ( 95'), Ламтюгина, Зинченко, Морозова, Цуркан ( 71' Шмачкова), Емельянова ( 77'), Данилова, Скотникова ( 71' Дыгай) · ЦСК ВВС: Петько, Исаева, Григорьева ( 38' Кремлева, 86' Примак), Кононова, Дьячкова ( 76') ( 104' Горячева), Денщик, Комарова, Васильева ( 65' Брылева), Малыгина, Фомина ( 85'), Седакова |                            |            |         |                                                                                            |

| 20 июля 2003 10 тур ЧР | Энергия  | 1:0   | ЦСК ВВС | Воронеж                                                                                 |
| 18:00 МСК | Зинченко | отчет |         | Стадион: Центральный стадион профсоюзов Зрителей: 2 000 Судья: Дроздов Виталий (Москва) |
| Энергия: Свинухова, Зайцева, Струкова , Саенко, Зинченко, Ламтюгина ( 24'), Морозова ( 80' Мишанская), Шмачкова ( 62' Степаненко), Цуркан, Данилова, Емельянова ( 52' Дыгай ( 55')) · ЦСК ВВС: Тодуа, Исаева, Григорьева, Кононова, Дьячкова, Денщик, Комарова ( 65' Егорова), О.Васильева, Малыгина, Фомина , Седакова |          |       |         |                                                                                         |

| 23 июля 2003 11 тур ЧР | Энергетик-КМВ     | 2:1   | ЦСК ВВС  | Кисловодск                                                     |
| 18:00 МСК | Зангиева · Савина | отчет | Дьячкова | Стадион: ЦПОС Зрителей: 1 500 Судья: Волнин Евгений (Владимир) |
| Энергетик-КМВ: Шульга, Коробицына, Гедройц ( 12'), Грибова ( 22' Ненашкина), Костюкова, Минкина ( 80' Громолюк), Казеева ( 26' Ткаченко), Асташева, Савченкова ( 52') ( 75' Зангиева), Савина , Кузнецова ( 39') · ЦСК ВВС: Тодуа, Исаева ( 70' Кремлева), Григорьева, Кононова, Дьячкова, Денщик, Комарова ( 46' Егорова), О.Васильева, Малыгина ( 55'), Фомина , Седакова |                   |       |          |                                                                |

| 16 августа 2003 12 тур ЧР | Надежда | 0:1   | ЦСК ВВС | Ногинск                                                                 |
| 16:00 МСК |         | отчет | Егорова | Стадион: Автомобилист Зрителей: 300 Судья: Ульяновская Надежда (Калуга) |
| Надежда: Макаренкова, Сергиенко ( 58' Давыдович), Баркова ( 58' Цидикова), Талащенко, Перцева, Титова, Астапенко, Астафьева, Буракова , Козлова ( 64' Шемякина, 76' Моторина), Слонова ( 46' Ю.Григорьева) · ЦСК ВВС: Петько, Исаева, Егорова, Кононова, Дьячкова, Денщик, Комарова, О.Васильева, Малыгина, Фомина , Седакова ( 46' И.Григорьева) |         |       |         |                                                                         |

| 19 августа 2003 13 тур ЧР | Рязань-ТНК | 1:2   | ЦСК ВВС             | Рязань                                                                                      |
| 18:00 МСК | Летюшова   | отчет | Дьячкова · Сергаева | Стадион: Центральный спортивный комплекс Зрителей: 1 500 Судья: Авдонченко Наталия (Москва) |
| Рязань-ТНК: Репейкина, Санина, Жихарева, Сергаева, Подхолзина ( 80' Вербовская), Летюшова , Старостина ( 51' Сазонова), Юшкевич ( 25'), Котик, Геворкян, Козаченко · ЦСК ВВС: Петько, Исаева ( 74' Брылева), Григорьева ( 46' Седакова), Егорова, Кононова, Дьячкова, Денщик, Комарова ( 66' Кремлева), О.Васильева, Малыгина, Фомина |            |       |                     |                                                                                             |

| 29 августа 2003 14 тур ЧР | Лада | 2:0   | ЦСК ВВС | Тольятти                                                                |
| 16:00 МСК |      | отчет |         | Стадион: Спутник Зрителей: 1 000 Судья: Акулова Оксана (Ростов-на-Дону) |
| Лада: Волкова, Костраба ( 31' Михайлова, 86' Макарова), Черная, Гелбахиани, Шевцова, Порядина, Миронова, Воскресенская, Рабах, Лисачева ( 84' Маслова), Барбашина · ЦСК ВВС: Петько, Исаева ( 46' Григорьева), Егорова, Кононова, Дьячкова, Денщик, Комарова ( 46' Примак), Кремлева ( 61') ( 81' Горячева), О.Васильева ( 46' Брылева), Малыгина, Фомина |      |       |         |                                                                         |

## Игроки в сезоне
| №.             | Нац.        | Позиция | Игрок             | Всего   | Всего   | Чемпионат России | Чемпионат России | Кубок России | Кубок России | Сборная России | Сборная России | Кубанская весна | Кубанская весна |
| №.             | Нац.        | Позиция | Игрок             | Игры    | Голы    | Игры             | Голы             | Игры         | Голы         | Игры           | Голы           | Игры            | Голы            |
| вратари        | вратари     | вратари | вратари           | вратари | вратари | вратари          | вратари          | вратари      | вратари      | вратари        | вратари        | вратари         | вратари         |
| -------------- | ----------- | ------- | ----------------- | ------- | ------- | ---------------- | ---------------- | ------------ | ------------ | -------------- | -------------- | --------------- | --------------- |
| 1              | Флаг России | Вр      | Светлана Петько   | 13      | -8      | 9                | -5               | 2            | -2           | 2              | -1             | 0               | 0               |
| 16             | Флаг России | Вр      | Эльвира Тодуа     | 10      | -4      | 9                | -4               | 1            | 0            | 0              | 0              | 0               | 0               |
| полевые игроки |             |         |                   |         |         |                  |                  |              |              |                |                |                 |                 |
|                | Флаг России | Защ     | Мария Брылёва     | 10      | 0       | 8                | 0                | 2            | 0            | 0              | 0              | 0               | 0               |
|                | Флаг России | Нап     | Лилия Васильева   | 7       | 2       | 4                | 0                | 2            | 0            | 0              | 0              | 1               | 2               |
|                | Флаг России | ПЗ      | Ольга Васильева   | 14      | 0       | 14               | 0                | 0            | 0            | 0              | 0              | 0               | 0               |
|                | Флаг России | Нап     | Анна Горячева     | 6       | 2       | 4                | 1                | 1            | 0            | 1              | 1              | 0               | 0               |
|                | Флаг России | Нап     | Ирина Григорьева  | 21      | 8       | 14               | 3                | 4            | 4            | 2              | 0              | 1               | 1               |
|                | Флаг России | ПЗ      | Елена Денщик      | 20      | 0       | 14               | 0                | 1            | 0            | 5              | 0              | 0               | 0               |
|                | Флаг России | ПЗ      | Сауле Джарболова  | 6       | 0       | 6                | 0                | 0            | 0            | 0              | 0              | 0               | 0               |
|                | Флаг России | ПЗ      | Мария Дьячкова    | 17      | 5       | 14               | 4                | 3            | 1            | 0              | 0              | 0               | 0               |
|                | Флаг России | ПЗ      | Татьяна Егорова   | 11      | 1       | 5                | 1                | 0            | 0            | 6              | 0              | 0               | 0               |
|                | Флаг России | ПЗ      | Юлия Исаева       | 15      | 2       | 12               | 1                | 3            | 1            | 0              | 0              | 0               | 0               |
|                | Флаг России | ПЗ      | Галина Комарова   | 23      | 2       | 13               | 0                | 3            | 1            | 6              | 0              | 1               | 1               |
|                | Флаг России | Нап     | Елена Кононова    | 16      | 10      | 14               | 10               | 2            | 0            | 0              | 0              | 0               | 0               |
|                | Флаг России | Нап     | Ольга Кремлева    | 17      | 12      | 12               | 3                | 4            | 6            | 0              | 0              | 1               | 3               |
|                | Флаг России | ПЗ      | Ирина Малыгина    | 16      | 0       | 14               | 0                | 2            | 0            | 0              | 0              | 0               | 0               |
|                | Флаг России | ПЗ      | Ирина Петряева    | 2       | 1       | 1                | 0                | 0            | 0            | 0              | 0              | 1               | 1               |
|                | Флаг России | Нап     | Ольга Пешина      | 2       | 2       | 2                | 2                | 0            | 0            | 0              | 0              | 0               | 0               |
|                | Флаг России | ПЗ      | Марина Примак     | 12      | 1       | 9                | 1                | 2            | 0            | 0              | 0              | 1               | 0               |
|                | Флаг России | ПЗ      | Светлана Седакова | 15      | 1       | 13               | 1                | 2            | 0            | 0              | 0              | 0               | 0               |
|                | Флаг России | ПЗ      | Елена Фомина      | 25      | 7       | 14               | 4                | 2            | 0            | 8              | 3              | 1               | 0               |